# HIP 11915 b
HIP 11915 b è un esopianeta che orbita attorno alla stella HIP 11915, una gemella del Sole situata a circa 190 anni luce dalla Terra, nella costellazione della Balena. È il primo pianeta extrasolare scoperto ad avere caratteristiche fisiche e orbitali simili a quelle di Giove (sostanzialmente si tratta di un "analogo gioviano"), il che suggerisce che il sistema planetario nel quale si trova potrebbe essere simile al sistema Solare.

## Caratteristiche
Il pianeta orbita attorno alla sua stella ad una distanza di circa 4,8 UA, in un periodo di circa 10 anni e mezzo, in confronto Giove orbita a 5,2 UA dal Sole in 11,87 anni. L'esopianeta è stato trovato usando il metodo della velocità radiale, dove gli spostamenti periodici delle linee spettrali della stella ospite suggeriscono un oggetto orbitante attorno a essa.